# Euclid Trucks
Euclid Company of Ohio je ameriški proizvajalec dumper tovornjakov in strgalnikov. Podjetje je bilo aktivno od 1920ih do 1950ih, pozneje ga je prevzel General Motors. Od njega ga je kasneje kupil japonski Hitachi.